# Кавказ — 2008
Учения «Кавказ-2008» — акция российской армии в период грузино-российского кризиса непосредственно перед началом войны в Грузии, завершившаяся переброской участвовавших в учениях войск в Южную Осетию с последующим их участием в боях за Цхинвали.
Учения проходили на Северном Кавказе во второй половине июля; примерно в это же время прошли грузино-американские учения «Немедленный ответ» вблизи Тбилиси. Хотя основной заявленной целью этих учений была отработка взаимодействия в связи с террористической угрозой на юге России, в Минобороны РФ сообщили, что будут отрабатываться и операции по принуждению к миру в районах конфликтов, что, предположительно, стало лишь маскировкой готовящейся агрессии.
Учениям Кавказ-2008 предшествовали учения Кавказ-2007, имевшие схожий сценарий действий, но не завершившиеся военным вторжением.

## История

### Ход учений
Учения начались 15 июля. В них приняли участие соединения и части СКВО (58-й армии), части и подразделения ВДВ, 4-й армии ВВС и ПВО, Новороссийской военно-морской базы, Каспийской флотилии, регионального погрануправления по ЮФО и регионального командования Внутренних войск МВД РФ общим числом около 8 тысяч человек. Было задействовано около 700 единиц техники (танков, иной бронетехники и артиллерийских орудий), более 30 боевых и военно-транспортных самолётов и вертолётов. Учениями командовал генерал-полковник Сергей Макаров.
Участникам учений были розданы брошюры под названием «Воин, знай вероятного противника!» с информацией о вооружённых силах Грузии.
21 июля начался второй этап учений, в ходе которых корабли Каспийской флотилии высадили морской десант на Каспийском побережье для поддержки сил Северо-Кавказского военного округа (СКВО). МИД Грузии заявил о «продолжении агрессии против Грузии».
23 июля крупномасштабные учения силовых структур подразделений двух отдельных мотострелковых (горных) бригад Минобороны РФ продолжились, несмотря на предостережения со стороны Грузии. По плану учений мотострелковому полку Владикавказской дивизии была поставлена задача по прикрытию госграницы в районе Рокского перевала (в непосредственной близости к Рокскому тоннелю).
Учения закончились 2 августа (менее чем за неделю до начала войны).

### Завершение учений и создание контингента на границе
Бывший командующий 58-й армией Анатолий Хрулёв заявил в интервью BBC, что эти группы остались на подходе к туннелю со стороны России по окончании учений просто для обеспечения прохождения войск к местам постоянной дислокации, никакой специальной цели он не преследовал.
Но в книге «Танки августа» говорится, что группировка всегда размещалась у границы Южной Осетии в момент обострения обстановки в этом регионе. По тексту книги, после завершения учений у границы была оставлена небольшая российская группировка в составе двух усиленных мотострелковых батальонов, которая должна была в течение нескольких часов после начала грузинского наступления войти на территорию республики и оказать помощь батальону ССПМ (на тот момент выполняющему миротворческие функции). Во взаимодействии с авиацией эти две батальонно-тактические группы (БТГр) должны были сдержать наступление грузинских войск вглубь республики до подхода более крупных сил из России. По данным ЦАСТ, общая численность двух групп составляла примерно 1500 человек, на их вооружении были 14 танков Т-72, 16 САУ «Акация» и девять установок «Град». Вероятно, были и БМП, поскольку в дальнейшем они фигурировали в описании боев.
Несмотря на окончание учений, сохранялась высокая боевая готовность частей 58-й армии; при этом частям постоянной готовности Северо-Кавказского военного округа, расположенным вблизи от границы, для прибытия в Южную Осетию требовалось от одних до двух суток. Планировалась при необходимости и оперативная переброска в регион частей Воздушно-десантных войск.
В то же время корреспондент газеты «Известия» Юрий Снегирёв заявил, что после учений техника 58-й армии не ушла в боксы, а осталась перед въездом в Рокский тоннель (на территории России). Он заявил: «После тоннеля техники не было. Это я видел сам. Это могут подтвердить и другие мои коллеги, которые после обстрела Цхинвала 2 августа стали заезжать в Южную Осетию ежедневно».

### Участие в войне

#### Просачивание отдельных группировок
С 6 августа сообщалось о начале продвижения через Рокский тоннель отдельных «добровольческих» группировок (в частности замаскированной под «гуманитарный конвой» колонны главы Северной Осетии Таймураза Мамсурова с около тысячей «добровольцев» из Северной Осетии).

#### Проход основных сил
Ряд исследователей и грузинских официальных лиц заявляли о начале продвижения российской танковой колонны через Рокский туннель 7 августа. Российская сторона утверждала, что движение войск через Рокский тоннель велось в рамках нормальной ротации российских миротворческих сил, но при этом не производила полагавшегося в случае ротации оповещения о своих действиях.
Согласно официальной российской версии, ввод российских войск начался в 14:30 8 августа; По утверждению официального представителя минобороны РФ генерал-лейтенанта Николая Уварова, в 14:30 прошло через Рокский тоннель первое российское боевое подразделение (1-й батальон 135-го полка). Согласно интервью Анатолия Хрулёва, 58-я армия начала выдвигаться в 1:40 8 августа: первыми начали выдвигаться напрямую подконтрольные ему части (две скрытые перед тоннелем БТГ), по его словам, включавшие 700 человек, а также артиллерийские силы, мотопехотные и моторизованные части. Согласно книге «Танки августа», эти силы составляли примерно 1500 человек.